# Alexandr Galimov
Alexandr Saidgerejevič Galimov (2. května 1985, Jaroslavl – 12. září 2011, Moskva, Rusko) byl ruský hokejista hrající v KHL za tým Lokomotiv Jaroslavl.

## Životopis
Profesionálně začal hrát od roku 2004. Za 6 sezón v týmu Lokomotiv Jaroslavl zaznamenal 126 kanadských bodů a 280 trestných minut. Galimov má stříbrnou medaili z MSJ do 20 let v roce 2005. Hrál také za seniorskou ruskou hokejovou reprezentaci na MS 2009 a 2010 a na Euro Hockey Tour.
Alexandr Galimov cestoval 7. září 2011 do Minsku k úvodnímu zápasu sezóny 2011/12 Kontinentální hokejové ligy. Spolu s jedním členem posádky byli jedinými, kdo přežili pád letadla krátce po jeho startu. Galimov při havárii utrpěl popáleniny 90 % povrchu těla. Lékařskému týmu v Jaroslavli se podařilo jeho stav stabilizovat. Druhý den (8. září) byl převezen do nemocnice v Moskvě, kde byl udržován v umělém spánku na umělé plicní ventilaci. 12. září na následky popálenin zemřel.

## Klubové statistiky
| 2004/05 | Lokomotiv Jaroslavl | Superliga | 41 | 1  | 1  | 2  | 37 | 9  | 0 | 0 | 0  | 0  |
| 2005/06 | Lokomotiv Jaroslavl | Superliga | 35 | 5  | 3  | 8  | 46 | 11 | 3 | 0 | 3  | 2  |
| 2006/07 | Lokomotiv Jaroslavl | Superliga | 54 | 16 | 13 | 29 | 50 | 7  | 1 | 1 | 2  | 10 |
| 2007/08 | Lokomotiv Jaroslavl | Superliga | 51 | 9  | 9  | 18 | 45 | 10 | 0 | 0 | 0  | 14 |
| 2008/09 | Lokomotiv Jaroslavl | KHL       | 55 | 7  | 6  | 13 | 28 | 19 | 2 | 2 | 4  | 8  |
| 2009/10 | Lokomotiv Jaroslavl | KHL       | 52 | 13 | 12 | 25 | 46 | 16 | 8 | 6 | 14 | 33 |
| 2010/11 | Lokomotiv Jaroslavl | KHL       | 53 | 13 | 18 | 31 | 31 | 18 | 9 | 5 | 14 | 10 |